# Premi del Jurat Ecumènic
El Premi del Jurat Ecumènic (francès: Prix du Jury Œcuménique) és un premi de cinema independent per a llargmetratges projectats als principals festivals internacionals de cinema des de 1973. El guardó va ser creat per Cineastes cristians, crítics de cinema i altres professionals del cinema. L'objectiu del premi és honorar obres de qualitat artística que testimonien el poder del cinema per revelar les profunditats misterioses de l'ésser humà a través del que els preocupa, les seves ferides i defectes, així com les seves esperances. El jurat ecumènic pot estar format per 8, 6, 5, 4 o 3 membres, que són nominats per Signis per als Catòlics i Interfilm per als Protestants. SIGNIS i Interfilm nomenen jurats ecumènics a diversos festivals internacionals de cinema, inclòs el Festival Internacional de Cinema de Canes (on el Jury Œcuménique és un dels tres jurats del festival de cinema, juntament amb el jurat oficial i el jurat de la FIPRESCI), Festival Internacional de Cinema de Berlín, Festival Internacional de Cinema de Locarno, Festival Internacional de Cinema de Mont-real i el Festival Internacional de Cinema de Karlovy Vary.

## Primers premis
1973 (Locarno), 1974 (Canes), 1978 (Nyon), 1979 (Montréal), 1992 (Berlin), 1994 (Karlovy Vary), 1994 (Leipzig), 1995 (Mannheim-Heidelberg), 1998 (Fribourg), 1999 (Cottbus), 2000 (Oberhausen Kurzfilmtage), 2001 (Bratislava), 2001 (Zlín Children & Youth), 2007 (Yerevan), 2008 (Kyiv Molodist), 2010 (Varsòvia), 2011 (Miskolc), 2015 (Saarbrücken), 2016 (Chemnitz Schlingel), 2019 (Faludi).

## Guanyadors

### Festival Internacional de Cinema de Canes(1974 - present)
Pel·lícules de diversos països han guanyat el Premi del Jurat Ecumènic al Festival de Canes. La majoria de les pel·lícules que han guanyat el premi són de països europeus, principalment d'Itàlia, Alemanya i Polònia. Andrei Tarkovsky és l'únic director que ha guanyat tres vegades. Samira Makhmalbaf va ser la primera dona a guanyar el premi (seguida de Naomi Kawase i Nadine Labaki). El pare de Samira, Mohsen Makhmalbaf, va ser el primer director d'un país predominantment musulmà. Els països que no són predominantment cristians que han guanyat el premi són Japó i la República Popular de la Xina. El 1998 es va atorgar un premi especial a Ingmar Bergman al festival de cinema de Cannes per tota la seva trajectòria.
| Any  | Títol                                                 | Director(s)                 | País de producció      |
| ---- | ----------------------------------------------------- | --------------------------- | ---------------------- |
| 1974 | Angst essen Seele auf                                 | Rainer Werner Fassbinder    | RFA                    |
| 1975 | L'enigma de Gaspar Hauser                             | Werner Herzog               | RFA                    |
| 1977 | La dentellière                                        | Claude Goretta              | França                 |
| 1978 | L'arbre dels esclops                                  | Ermanno Olmi                | Itàlia                 |
| 1979 | Bez znieczulenia                                      | Andrzej Wajda               | Polònia                |
| 1979 | Stàlker Сталкер                                       | Andrei Tarkovsky            | Unió Soviètica         |
| 1980 | Constans                                              | Krzysztof Zanussi           | Polònia                |
| 1981 | Człowiek z żelaza                                     | Andrzej Wajda               | Polònia                |
| 1982 | La notte di San Lorenzo                               | Paolo i Vittorio Taviani    | Itàlia                 |
| 1983 | Nostalghia                                            | Andrei Tarkovsky            | Itàlia                 |
| 1984 | París, Texas                                          | Wim Wenders                 | RFA                    |
| 1985 | La historia oficial                                   | Luis Puenzo                 | Argentina              |
| 1986 | Sacrifici                                             | Andrei Tarkovsky            | Suècia                 |
| 1987 | Monanieba                                             | Tengiz Abuladze             | Unió Soviètica         |
| 1988 | A World Apart                                         | Chris Menges                | Regne Unit             |
| 1989 | Jésus de Montréal                                     | Denys Arcand                | Canadà                 |
| 1990 | Stanno tutti bene                                     | Giuseppe Tornatore          | Itàlia                 |
| 1991 | La Double vie de Véronique                            | Krzysztof Kieślowski        | Polònia                |
| 1992 | Nens robats                                           | Gianni Amelio               | Itàlia                 |
| 1993 | Libera me                                             | Alain Cavalier              | França                 |
| 1994 | To Live 活着                                          | Zhang Yimou                 | China                  |
| 1994 | Cremat pel sol Утомлённые солнцем                     | Nikita Mikhalkov            | Rússia                 |
| 1995 | Terra i llibertat                                     | Ken Loach                   | Regne Unit             |
| 1996 | Secrets i mentides                                    | Mike Leigh                  | Regne Unit             |
| 1997 | The Sweet Hereafter                                   | Atom Egoyan                 | Canadà                 |
| 1998 | Mia eoniótita ke mia mera Μια αιωνιότητα και μια μέρα | Theodoros Angelopoulos      | Grècia                 |
| 1999 | Todo sobre mi madre                                   | Pedro Almodóvar             | Espanya                |
| 2000 | Eureka                                                | Shinji Aoyama               | Japó                   |
| 2001 | Kandahar قندهار                                       | Mohsen Makhmalbaf           | Iran                   |
| 2002 | Mies vailla menneisyyttä                              | Aki Kaurismäki              | Finlàndia              |
| 2003 | Panj é asr                                            | Samira Makhmalbaf           | Iran                   |
| 2004 | Diarios de motocicleta                                | Walter Salles               | Brasil                 |
| 2005 | Caché                                                 | Michael Haneke              | França                 |
| 2006 | Babel                                                 | Alejandro González Iñárritu | Estats Units           |
| 2007 | Auf der anderen Seite                                 | Fatih Akın                  | Alemanya               |
| 2008 | Adoration                                             | Atom Egoyan                 | Canadà                 |
| 2009 | Buscant l'Eric                                        | Ken Loach                   | Regne Unit             |
| 2010 | De déus i homes                                       | Xavier Beauvois             | França                 |
| 2011 | Un lloc per quedar-s'hi                               | Paolo Sorrentino            | Itàlia                 |
| 2012 | Jagten                                                | Thomas Vinterberg           | Dinamarca              |
| 2013 | Le Passé                                              | Asghar Farhadi              | França, Iran           |
| 2014 | Timbuktu                                              | Abderrahmane Sissako        | França, Mauritània     |
| 2015 | Mia madre                                             | Nanni Moretti               | Itàlia                 |
| 2016 | Juste la fin du monde                                 | Xavier Dolan                | Canadà                 |
| 2017 | Cap a la llum 光                                      | Naomi Kawase                | Japó                   |
| 2018 | Cafarnaüm کفرناحوم                                    | Nadine Labaki               | Líban                  |
| 2019 | A Hidden Life                                         | Terrence Malick             | Estats Units, Alemanya |
| 2021 | Drive My Car ライブ・マイ・カー                       | Ryusuke Hamaguchi           | Japó                   |
| 2022 | Broker 브로커                                         | Hirokazu Koreeda            | Corea del Sud          |
| 2023 | Perfect Days                                          | Wim Wenders                 | Japó, Alemanya         |

### Festival Internacional de Cinema de Berlín(1992 - present)
| Any  | Títol                                                            | Director(s)              | País de producció    |
| ---- | ---------------------------------------------------------------- | ------------------------ | -------------------- |
| 1992 | Infinitas Бесконечность                                          | Marlen Khutsiev          | Rússia               |
| 1993 | Le Jeune Werther                                                 | Jacques Doillon          | França               |
| 1994 | Ladybird, Ladybird                                               | Ken Loach                | Regne Unit           |
| 1995 | Nu ren si shi 女人四十                                           | Ann Hui                  | Hong Kong            |
| 1996 | Pena de mort                                                     | Tim Robbins              | Estats Units         |
| 1998 | Central do Brasil                                                | Walter Salles            | Brasil               |
| 1998 | Cinema Alcázar (curtmetratge)                                    | Florence Jaugey          | França               |
| 1999 | Avui comença tot                                                 | Bertrand Tavernier       | França               |
| 2000 | El camí cap a casa 我的父亲母亲                                  | Zhang Yimou              | R.P. de la Xina      |
| 2001 | Italiensk for begyndere                                          | Lone Scherfig            | Dinamarca, Suècia    |
| 2002 | Bloody Sunday                                                    | Paul Greengrass          | Irlanda, Regne Unit  |
| 2003 | In This World                                                    | Michael Winterbottom     | Regne Unit           |
| 2004 | Ae Fond Kiss…                                                    | Ken Loach                | Regne Unit           |
| 2005 | Sophie Scholl - Die letzten Tage                                 | Marc Rothemund           | Alemanya             |
| 2006 | Grbavica                                                         | Jasmila Žbanić           | Bòsnia i Hercegovina |
| 2007 | Tuya de hun shi 图雅的婚事                                       | Wang Quan'an             | R.P. de la Xina      |
| 2008 | Il y a longtemps que je t'aime                                   | Philippe Claudel         | França               |
| 2009 | Lille soldat                                                     | Annette K. Olesen        | Dinamarca            |
| 2010 | Bal                                                              | Semih Kaplanoğlu         | Turquia              |
| 2011 | Nader i Simin, una separació جدایی نادر از سیمین                 | Asghar Farhadi           | Iran                 |
| 2012 | Cèsar ha de morir                                                | Paolo i Vittorio Taviani | Itàlia               |
| 2013 | Gloria                                                           | Sebastián Lelio          | Xile                 |
| 2014 | Kreuzweg                                                         | Dietrich Brüggemann      | Alemanya             |
| 2015 | El botón de nácar                                                | Patricio Guzmán          | Xile                 |
| 2016 | Fuocoammare                                                      | Gianfranco Rosi          | Itàlia               |
| 2017 | Teströl és lélekröl                                              | Ildikó Enyedi            | Hongria              |
| 2018 | In den Gängen                                                    | Thomas Stuber            | Alemanya             |
| 2019 | Déu és dona i es diu Petrunya Господ постои, името ѝ е Петрунија | Teona Strugar Mitevska   | Macedònia del Nord   |
| 2020 | El mal no existeix شیطان وجود ندارد                              | Mohammad Rasoulof        | Iran                 |
| 2022 | Un año, una noche                                                | Isaki Lacuesta           | Espanya              |
| 2023 | Tótem                                                            | Lila Avilés              | Mèxic                |

### Festival Internacional de Cinema de Mont-real(1979-2019)
| Any  | Títol                                            | Director(s)              | País de producció          |
| ---- | ------------------------------------------------ | ------------------------ | -------------------------- |
| 1979 | Night-Flowers                                    | Louis San Andres         | Estats Units               |
| 1980 | Vasárnapi szülök                                 | János Rózsa              | Hongria                    |
| 1981 | Sally och friheten                               | Gunnel Lindblom          | Suècia                     |
| 1982 | Volver a empezar                                 | José Luis Garci          | Espanya                    |
| 1983 | The Go Masters 未完の対局                        | Ji-shun Duan, Junya Sato | Japó                       |
| 1984 | Annie's Coming Out                               | Gil Brealey              | Austràlia                  |
| 1985 | Le pouvoir du mal                                | Krzysztof Zanussi        | França                     |
| 1986 | Vesničko má středisková                          | Jiří Menzel              | Txèquia                    |
| 1987 | Mosca addio                                      | Mauro Bolognini          | Itàlia                     |
| 1988 | Salaam Bombay!                                   | Mira Nair                | Índia                      |
| 1989 | Últimas imágenes del naufragio                   | Eliseo Subiela           | Argentina, Espanya         |
| 1989 | My Left Foot: The Story of Christy Brown         | Jim Sheridan             | Irlanda                    |
| 1990 | Zena s krajolikom                                | Ivica Matic              | Iugoslàvia                 |
| 1991 | War and Youth 戦争と青春                         | Tadashi Imai             | Japó                       |
| 1992 | Sofie                                            | Henri Nathansen          | Dinamarca                  |
| 1993 | Il lungo silenzio                                | Margarethe von Trotta    | Itàlia                     |
| 1994 | Once Were Warriors                               | Lee Tamahori             | Nova Zelanda               |
| 1995 | Fukai kawa 深い河                                | Kei Kumai                | Japó                       |
| 1996 | Hamsun                                           | Jan Troell               | Noruega, Dinamarca, Suècia |
| 1997 | Children of Heaven بچه‌های آسمان                  | Majid Majidi             | Iran                       |
| 1998 | El faro                                          | Eduardo Mignogna         | Argentina, Espanya         |
| 1999 | Goya en Burdeos                                  | Carlos Saura             | Espanya                    |
| 2000 | Ali Zaoua, prince de la rue علي زاوا             | Nabil Ayouch             | Marroc                     |
| 2001 | Torzók                                           | Árpád Sopsits            | Hongria                    |
| 2002 | El último tren                                   | Diego Arsuaga            | Uruguai, Argentina         |
| 2003 | Gaz Bar Blues                                    | Louis Bélanger           | Canadà                     |
| 2004 | The Syrian Bride הכלה הסורית                     | Eran Riklis              | Israel                     |
| 2005 | Kamataki                                         | Claude Gagnon            | Canadà, Japó               |
| 2006 | Nagai sanpo 長い散歩                             | Eiji Okuda               | Japó                       |
| 2007 | Ben X                                            | Nic Balthazar            | Bèlgica, Països Baixos     |
| 2008 | Varg                                             | Daniel Alfredson         | Suècia                     |
| 2009 | Waffenstillstand                                 | Lancelot von Naso        | Alemanya                   |
| 2010 | Adem                                             | Hans Van Nuffel          | Bèlgica                    |
| 2011 | David                                            | Joel Fendelman           | Estats Units               |
| 2012 | Ende der Schonzeit                               | Franziska Schlotterer    | Alemanya                   |
| 2013 | Chce się żyć                                     | Maciej Pieprzyca         | Polònia                    |
| 2014 | Fushigi na misaki no monogatari ふしぎな岬の物語 | Izuru Narushima          | Japó                       |
| 2015 | L'orchestre de minuit                            | Jérôme Cohen Olivar      | Marroc                     |

### Festival Internacional de Cinema de Locarno(1973 - present)
| Any  | Títol                                                           | Director(s)                                   | País de producció        |
| ---- | --------------------------------------------------------------- | --------------------------------------------- | ------------------------ |
| 1973 | Iluminacja                                                      | Krzysztof Zanussi                             | Polònia                  |
| 1974 | Tüzolto Utca 25                                                 | István Szabó                                  | Hongria                  |
| 1974 | 27 Down                                                         | Awtar Krishna Kaul                            | Índia                    |
| 1975 | Noua                                                            | Abdelaziz Tolbi                               | Algèria                  |
| 1976 | Mirt Sost Shi Amit ምርት ሦስት ሺህ ዓመት                               | Haile Gerima                                  | Etiòpia                  |
| 1977 | The Guest: An episode in the Life of Eugène Marais              | Ross Devenish                                 | Sud-àfrica               |
| 1978 | Baara                                                           | Souleymane Cissé                              | Mali                     |
| 1979 | Les petites fugues                                              | Yves Yersin                                   | Suïssa                   |
| 1980 | Opname                                                          | Marja Kok, Erik van Zuylen                    | Països Baixos            |
| 1981 | Chakra चक्र                                                      | Rabindra Dharmaraj                            | Índia                    |
| 1982 | Parti sans laisser d'adresse                                    | Jacqueline Veuve                              | França                   |
| 1983 | Planeta krawiec                                                 | Jerzy Domaradzki                              | Polònia                  |
| 1984 | The Terence Davies Trilogy                                      | Terence Davies                                | Regne Unit               |
| 1984 | Tiznao                                                          | Salvador Bonet, Dominique Cassuto de Bonet    | Veneçuela                |
| 1985 | Höhenfeuer                                                      | Fredi M. Murer                                | Suïssa                   |
| 1986 | Lamb                                                            | Colin Gregg                                   | Regne Unit               |
| 1987 | With Love to the Person Next to Me                              | Brian McKenzie                                | Austràlia                |
| 1988 | Family Viewing                                                  | Atom Egoyan                                   | Canadà                   |
| 1989 | Dalmaga dongjjok-euro gan ggadakeun? 달마가 동쪽으로 간 까닭은? | Bae Yong-kyun                                 | Corea del Sud            |
| 1990 | Hush-a-Bye Baby                                                 | Margo Harkin                                  | Regne Unit               |
| 1991 | Oblako-rai Облако-рай                                           | Nikolai Dostal                                | Unió Soviètica           |
| 1992 | Family Portrait 四十不惑                                        | Li Shaohong                                   | R.P. de la Xina          |
| 1993 | Bhaji on the Beach भाजी ऑन द बीच                                   | Gurinder Chadha                               | Regne Unit               |
| 1994 | Ermo 二嫫                                                       | Zhou Xiaowen                                  | R.P. de la Xina          |
| 1995 | Sept En Attente                                                 | Françoise Etchegaray                          | França                   |
| 1996 | Miel et cendres                                                 | Nadia Farès                                   | Suïssa, Tunísia          |
| 1997 | Gadjo dilo                                                      | Tony Gatlif                                   | França                   |
| 1998 | Titanic Town                                                    | Roger Michell                                 | Regne Unit               |
| 1999 | La vie ne me fait pas peur                                      | Noémie Lvovsky                                | França                   |
| 2000 | Wo shi ni ba ba 爸爸                                            | Wang Shuo                                     | R.P. de la Xina          |
| 2001 | L'Afrance                                                       | Alain Gomis                                   | França, Senegal          |
| 2001 | Promises (premi especial)                                       | Carlos Bolado, B.Z. Goldberg, Justine Shapiro | Estats Units             |
| 2002 | La cage                                                         | Alain Raoust                                  | França                   |
| 2003 | Khamosh Pani خاموش پانی                                         | Sabiha Sumar                                  | Pakistan                 |
| 2004 | Yasmin                                                          | Kenneth Glenaan                               | Alemanya, Regne Unit     |
| 2005 | La Neuvaine                                                     | Bernard Émond                                 | Canadà                   |
| 2006 | Agua                                                            | Verónica Chen                                 | Argentina, França        |
| 2007 | La Maison jaune                                                 | Amor Hakkar                                   | Algèria, França          |
| 2008 | Mar nero                                                        | Federico Bondi                                | Itàlia                   |
| 2009 | Plato's Academy Ακαδημία Πλάτωνος                               | Filippos Tsitos                               | Grècia                   |
| 2010 | Morgen                                                          | Marian Crișan                                 | Romania                  |
| 2011 | Vol spécial                                                     | Fernand Melgar                                | Suïssa                   |
| 2012 | Une Estonienne à Paris                                          | Ilmar Raag                                    | França, Bèlgica, Estònia |
| 2013 | Short Term 12                                                   | Destin Daniel Cretton                         | Estats Units             |
| 2014 | Durak Дурак                                                     | Iuri Bokov                                    | Rússia                   |
| 2015 | Paradise ما, در بهشت                                            | Sina Ataeian Dena                             | Iran                     |
| 2016 | Bezbog Безбог                                                   | Ralitza Petrova                               | Bulgària                 |
| 2017 | Lucky                                                           | John Carroll Lynch                            | Estats Units             |
| 2018 | Sibel                                                           | Çagla Zencirci, Guillaume Giovanetti          | Turquia                  |
| 2019 | Hogar                                                           | Maura Delpero                                 | Argentina                |
| 2021 | Soul of a Beast                                                 | Lorenz Merz                                   | Suïssa                   |
| 2022 | Tales of the Purple House حكايات البيت الأرجواني                | Abbas Fahdel                                  | Líban, Iraq, França      |

### Festival Internacional de Cinema de Karlovy Vary(1994 - present)
| Any  | Títol                                 | Director(s)                               | País de producció                             |
| ---- | ------------------------------------- | ----------------------------------------- | --------------------------------------------- |
| 1994 | Palms Ладони                          | Artour Aristakisian                       | Rússia                                        |
| 1995 | Záhrada                               | Martin Sulík                              | Eslovàquia, França                            |
| 1996 | Kavkazskiy plennik Кавказский пленник | Serguei Bodrov                            | Rússia, Kazakhstan                            |
| 1997 | Zapomenuté světlo                     | Vladimír Michálek                         | Txèquia                                       |
| 1998 | Comedian Harmonists                   | Joseph Vilsmaier                          | Alemanya                                      |
| 1999 | A Reasonable Man                      | Gavin Hood                                | Sud-àfrica                                    |
| 2000 | Duże zwierzę                          | Jerzy Stuhr                               | Polònia                                       |
| 2001 | Chico                                 | Eduardo Rózsa Flores                      | Hongria                                       |
| 2002 | Cisza                                 | Michał Rosa                               | Polònia                                       |
| 2003 | Babusya Бабуся                        | Lidia Bobrova                             | Rússia                                        |
| 2004 | Cavedweller                           | Lisa Cholodenko                           | Estats Units                                  |
| 2005 | Kinamand 中国先生                     | Henrik Ruben Genz                         | Dinamarca, R.P. de la Xina                    |
| 2006 | El destino                            | Miguel Pereira                            | Argentina                                     |
| 2007 | Simple Things Простые вещи            | Aleksei Popogrebski                       | Rússia                                        |
| 2008 | The Photograph                        | Nan Achnas                                | Indonèsia                                     |
| 2009 | Twenty بیست                           | Abdolreza Kahani                          | Iran                                          |
| 2010 | Another Sky Другое небо               | Dmitri Mamulia                            | Rússia                                        |
| 2011 | Die Unsichtbare                       | Christian Schwochow                       | Alemanya                                      |
| 2012 | Camion                                | Rafaël Ouellet                            | Canadà                                        |
| 2013 | Bluebird                              | Lance Edmands                             | Estats Units                                  |
| 2014 | Corn Island სიმინდის კუნძული          | Giorgi Ovashvili                          | Geòrgia                                       |
| 2015 | Bob and the Trees                     | Diego Ongaro                              | Estats Units                                  |
| 2016 | Le confessioni                        | Roberto Andò                              | Itàlia                                        |
| 2017 | El pastisser de Berlín האופה מברלין   | Ofir Raul Graizer                         | Israel, Alemanya                              |
| 2018 | Redemption גאולה                      | Joseph Madmony, Boaz Jonathan Yacov       | Israel                                        |
| 2019 | Lara                                  | Jan-Ole Gerster                           | Alemanya                                      |
| 2021 | Strahinja Banović                     | Stefan Arsenijević                        | Sèrbia, França, Luxemburg, Bulgària, Lituània |
| 2022 | Edna provintsalna bolnitsa            | Ilian Metev, Ivan Chertov, Zlatina Teneva | Bulgària, Alemanya                            |